# Taha Yasin Ramadan

Taha Yassin Ramadan als Erster Vizepremier (1988)

Taha Yasin Ramadan (arabisch طه ياسين رمضان Taha Yāsīn Ramadān, DMG Ṭaha Yāsīn Ramaḍān; * 22. Februar 1938 in Mosul; † 20. März 2007 in Bagdad), auch Taha al-Dschizrawi, war ein irakischer Politiker.

## Leben
Er war der Sohn von irakischen Bauern. Nach der Mittelschule war er als Bankangestellter tätig. 1956 schloss er sich der Baath-Partei an und hatte nach deren Machtübernahme im Jahr 1968 mehrere politische Positionen inne. Ab 1979 war er Erster Vizepremier (und damit de facto Regierungschef), dann Vizepräsident ab 1991.
Auf seine Person wurden mehrere Mordanschläge, unter anderem einer 1997 und einer 1999, ausgeführt.
Nach dem Beginn des Irakkriegs und dem damit einhergehenden Einmarsch vornehmlich US-amerikanischer Truppen in den Irak zog sich Ramadan nach Mossul zurück. Dort wurde er am 19. August 2003 von Kämpfern der Patriotischen Union Kurdistans festgenommen und den US-Streitkräften übergeben. Im Juli 2004 klagte ihn die irakische Regierung wegen seiner Beteiligung am Massaker von Dudschail an und verurteilte ihn im November 2006 zu lebenslanger Haft. Ein Berufungsgericht verwarf dieses Urteil und verhängte die Todesstrafe. Am 20. März 2007, dem 4. Jahrestag der US-geführten Invasion, wurde Ramadan in einer Militärbasis im Norden Bagdads gehängt. Auf eigenen Wunsch wurde Ramadan in der Nähe von Tikrit neben dem Grab von Saddam Hussein beigesetzt.